# Relaciones Francia-Grecia
Las relaciones franco-griegas o relaciones greco-francesas son las relaciones bilaterales entre la República Francesa y la República Helénica, siendo ambos países miembros de la Unión Europea. En los tiempos modernos, ambos países establecieron relaciones diplomáticas en 1833, tres años después de la independencia griega. Francia y Grecia, debido a los fuertes lazos culturales e históricos, han tenido una relación fuerte y especial. y alianza estratégica desde hace décadas y hoy gozan de fuertes relaciones diplomáticas.
Los dos países son miembros de la Unión Europea, la ONU y la OTAN. Además cooperan en otras organizaciones multilaterales, como la Francofonía, la Organización para la Seguridad y la Cooperación en Europa y Unión por el Mediterráneo.
Tanto Francia como Grecia forman parte de la Eurozona, es decir, ambos países tienen al euro como moneda en común.

## Historia

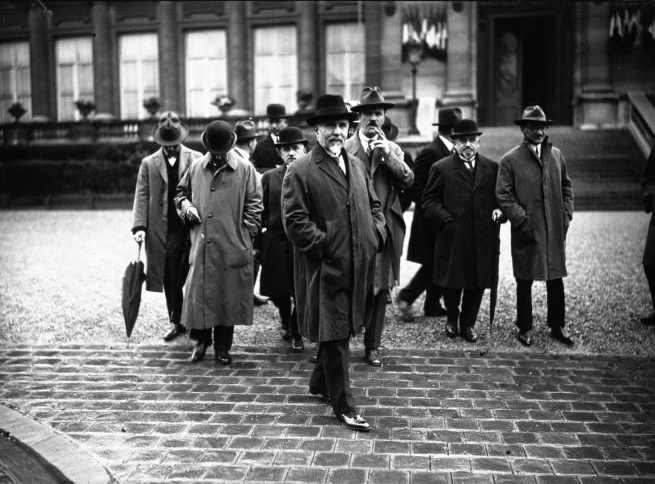
El embajador de Grecia en Francia, Alexandros Karapanos, durante las discusiones en París en la Liga de las Naciones en 1925.

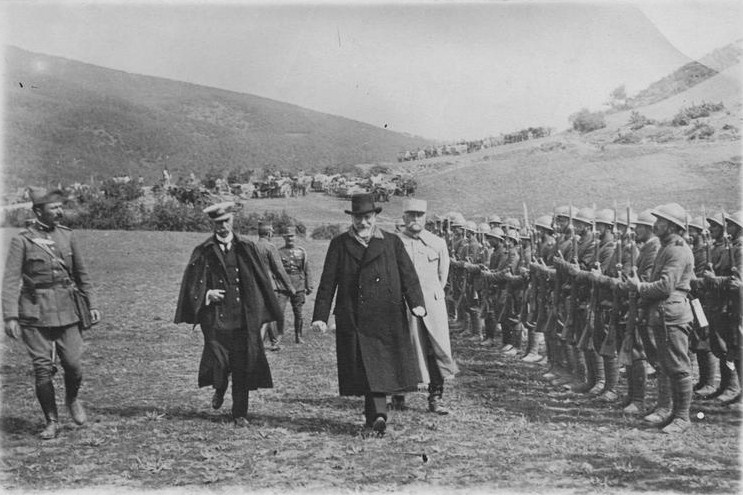
Eleftherios Venizelos con el almirante Kountouriotis y el general francés Maurice Sarrail revisan una sección del Ejército Aliado en el Frente macedonio durante la Primera Guerra Mundial. Las tropas usan el típico casco francés Adrian.

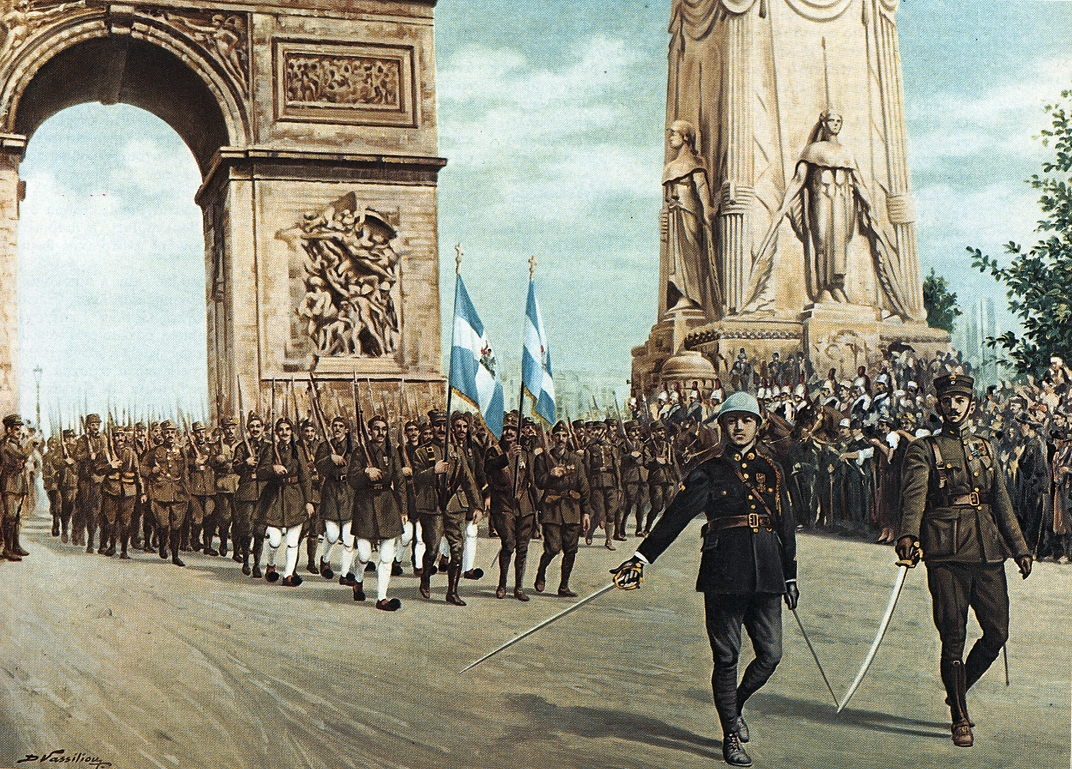
Pintura que representa a unidades militares griegas en el Desfile de la Victoria de la Primera Guerra Mundial en el Arco del Triunfo en París en julio de 1919.

Las relaciones se remontan a Antigüedad clásica, cuando  Griego antiguo se establecieron colonias en prerromana Galia, la más importante de las cuales es Marsella (griego: Μασσαλία, francés: Marseille), ubicada en el sureste de Francia (que en la actualidad es la ciudad más antigua del país y la segunda más grande por población). De Massilia y otras colonias griegas, los bienes y elementos griegos de la civilización griega, incluidas las monedas, se esparcen tierra adentro (ver Griegos en la Galia prerromana). Los galos, a su vez, se convirtieron en parte del mundo helenístico propiamente dicho después del siglo III a. C., tras la invasión gala de los Balcanes y su establecimiento en Galatia en Asia Menor.
En la [Edad Media], los cruzados franceses desempeñaron un papel importante en la [Cuarta Cruzada] y establecieron varios estados en Grecia después de la disolución del Imperio Bizantino en 1204. Esto comenzó el período conocido como  Frankokratia  ("Frankocracy") en Grecia. Los principales estados cruzados franceses eran el Principado de Acaya y el Ducado de Atenas, mientras que los otros estados de Europa occidental eran en su mayoría italianos (Lombardía, Veneciana o Génova).

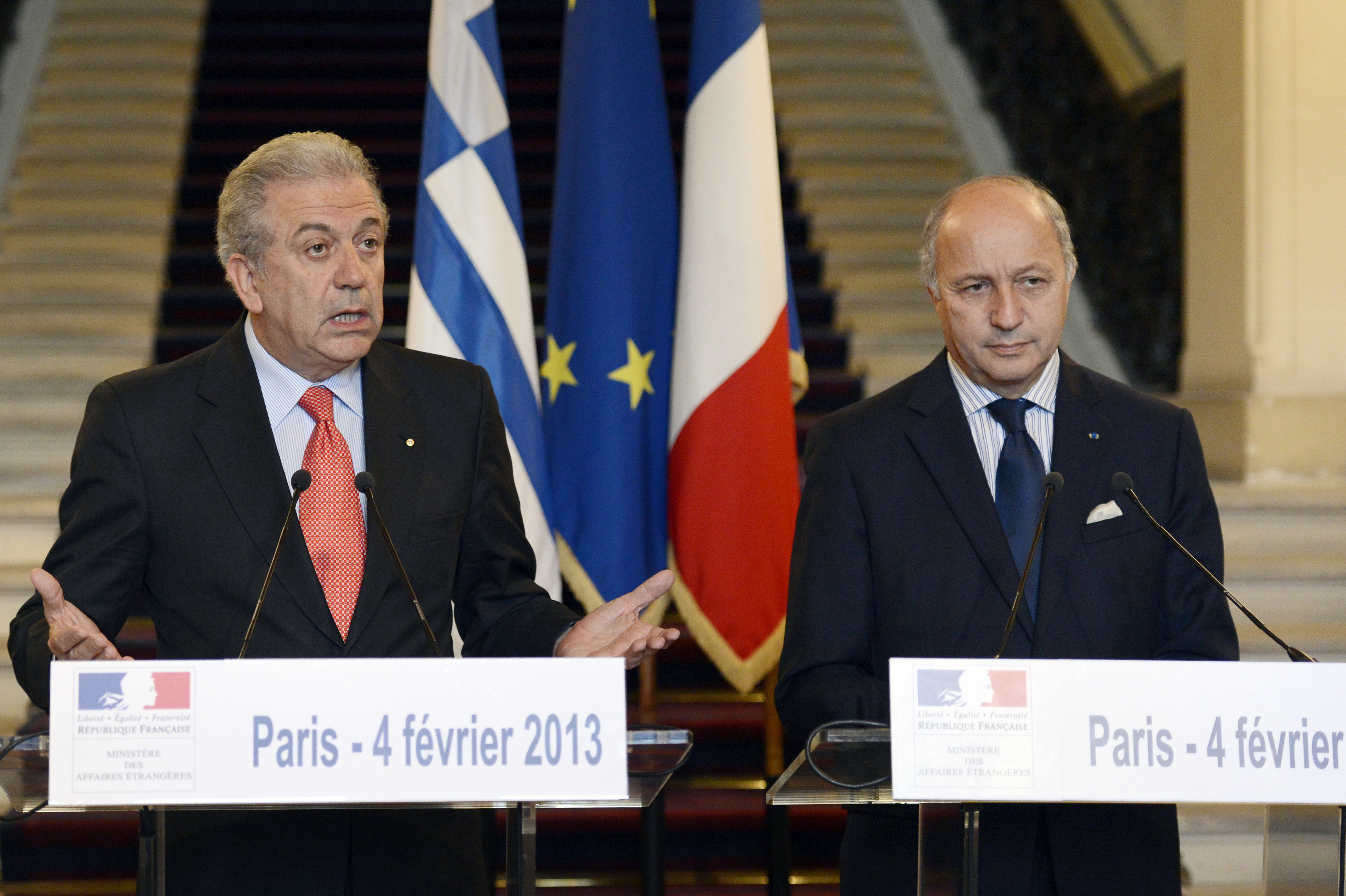
El Ministro de Relaciones Exteriores de Grecia Dimitris Avramopoulos y el ministro de Relaciones Exteriores de Francia Laurent Fabius en una conferencia de prensa conjunta en París en febrero de 2013.

En la era moderna, la Ilustración francesa y las ideas de la Revolución Francesa influyeron en los principales pensadores de la ilustración griega, como Adamantios Korais ( que vivió en Francia) y Rigas Feraios, y formó la base ideológica para la Guerra de Independencia griega. Las tropas francesas también el dominio francés en las Islas Jónicas durante las Guerras napoleónicas, allanando el camino para el primer estado griego independiente de los tiempos modernos, la República Septinsular. Durante la Guerra de Independencia griega que comenzó en 1821, los [Philhellenes] franceses desempeñaron un papel importante, brindando la experiencia militar que tanto necesitaba y propagando la causa de la independencia griega en el extranjero. Entre los más importantes se encontraba Charles Nicolas Fabvier, el padre del ejército helénico moderno. Los barcos franceses también participaron en la crucial Batalla de Navarino, que aseguró la independencia griega, y un cuerpo expedicionario francés desembarcó en Grecia en 1828 para ayudar a despejar el país de las guarniciones otomanas restantes.
Junto con Gran Bretaña y Rusia, Francia se convirtió en uno de los poderes garantes del independiente Reino de Grecia. Esto se reflejó en la política nacional griega durante el reinado del Rey Otto, donde un francés compitió por influencia con el rival inglés y ruso partidos. Gran Bretaña asumió gradualmente la posición dominante en los asuntos griegos después de la década de 1860, pero Francia aún conservó cierta influencia, especialmente en los asuntos militares, donde las misiones militares francesas fueron convocadas para modernizar las fuerzas armadas griegas (en 1884–87 y  1911–14). Francia también desempeñó un papel principal en el esfuerzo por llevar a Grecia a Primera Guerra Mundial, involucrándose en el "Cisma nacional" del lado del Primer Ministro Eleftherios Venizelos. Las tropas francesas, que trabajaron junto con los venizelistas ocuparon Atenas, se apoderaron de la flota griega real, y finalmente, en junio de 1917, ayudaron a deponer al Rey Constantino. Sin embargo, las políticas pro-griegas del gobierno francés se invirtieron después de la derrota electoral de Venizelos en noviembre de 1920, después de lo cual Francia apoyó a los nacionalistas turcos de Kemal Ataturk en su Campaña de Asia Menor contra Grecia. .

## Relaciones bilaterales y cooperación

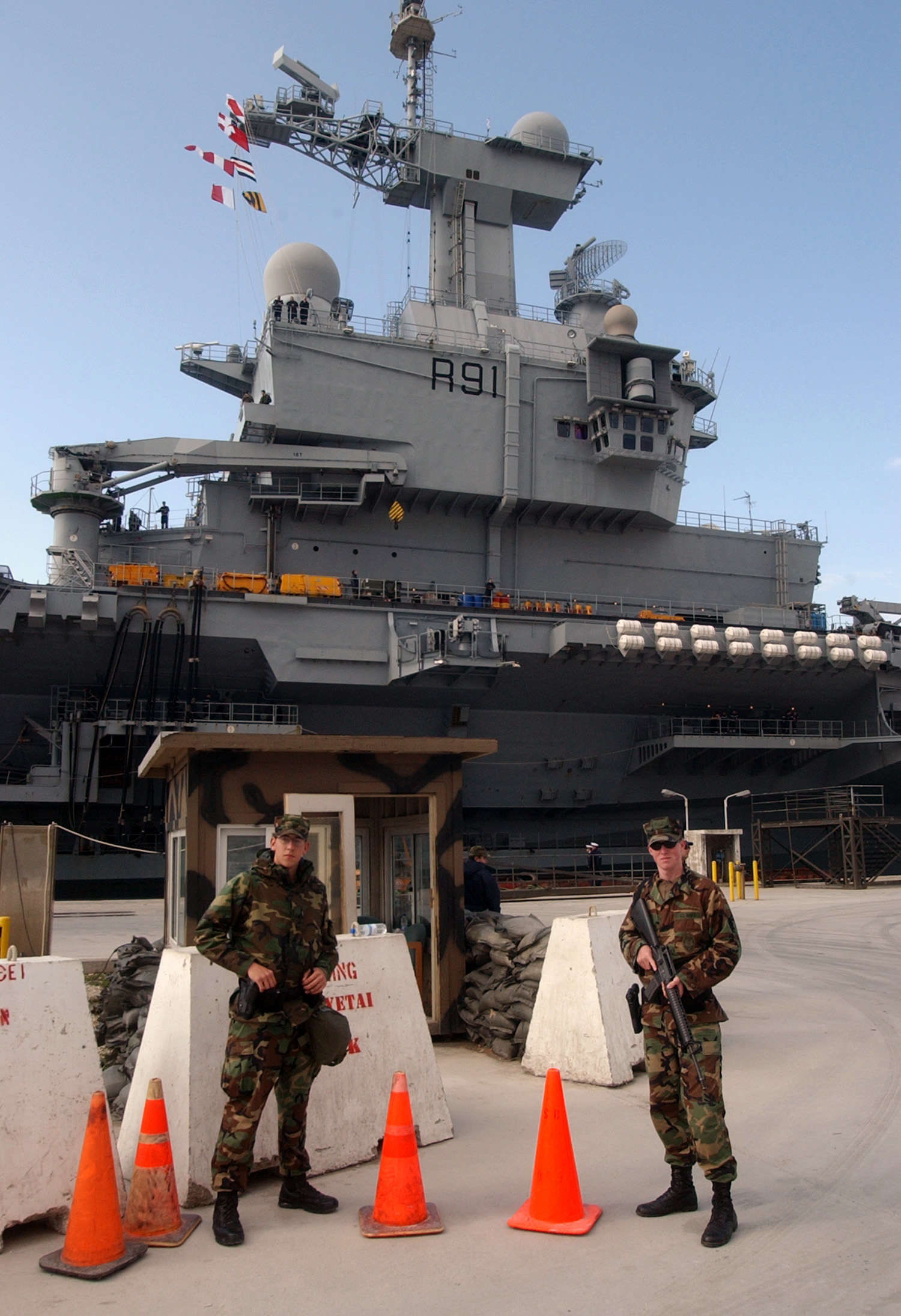
El portaaviones francés Charles de Gaulle mientras atraca en la Bahía de Souda de Grecia en 2003.

Francia y Grecia fueron aliados durante las [Guerras Mundiales], la Guerra de Corea y la Guerra Fría, y nunca han sido adversarios entre sí.
Los dos países han tenido una alianza amistosa y estratégica durante décadas y son miembros de muchas organizaciones internacionales, incluyendo ONU, Unión Europea, OTAN, OMC y OSCE. Grecia ha sido miembro de pleno derecho de la organización Francofonía desde 2004.
Hay visitas regulares de alto nivel entre los dos países y contactos frecuentes entre los dos jefes de Estado. Francia y Grecia están cooperando en muchos campos, incluidos los culturales, científicos, judiciales y militares. Varias ciudades griegas, entre las que destacan Argos y Atenas, son las sedes de las Escuelas de Estudios Arqueológicos e Históricos de Francia, donde los estudiantes de ambos países estudian y cooperan en los campos de Arqueología e Historia.
El hecho de que 3 presidentes franceses (de Gaulle, Sarkozy y Hollande) hayan sido los únicos líderes extranjeros (junto con los norteamericanos Eisenhower y Bush) en la historia de la Grecia moderna, que han tenido el honor de dirigirse al Parlamento griego es un claro indicio de la conexión de larga duración entre las dos naciones.

### Cooperación militar
Francia y Grecia tienen una cooperación militar muy estrecha, con ambos países participando anualmente en diversos ejercicios y ejercicios militares en el Mediterráneo oriental, junto con otros países como Italia, Egipto e Israel. Tales ejercicios incluyen la Medusa 2016 y la Operación Estrella Brillante. Además, la Armada francesa y la Armada helénica están cooperando estrechamente en asuntos relacionados con la seguridad de la región mediterránea más amplia, con el buque insignia de la Armada francesa, el portaaviones francés Charles de Gaulle visitando ocasionalmente la Base Naval de la Bahía de Souda, Grecia, el único puerto de aguas profundas capaz de soportar a los portaaviones más grandes de toda la región.

## Grecia Francia: Alianza
El eslogan "Grecia-Francia: Alianza" (también en griego:  Hellas Gallia Symmachia, Ελλάς Γαλλία Συμμαχία ), remonta sus raíces al apoyo político y diplomático que Francia proporcionó a Grecia en el momento de su retorno a la democracia en 1974, y hoy en día se usa a menudo para denotar las profundas relaciones históricas, culturales y políticas y la estrecha cooperación diplomática entre los dos países.

## Visitas notables
- 1963; Visita de Estado del Presidente de la República Francesa Sr. Charles de Gaulle a Atenas.
- 1975; Visita oficial del presidente francés Valery Giscard d'Estaing a Grecia.
- 1979; Segunda visita del presidente francés Valery Giscard d'Estaing a Atenas.
- 1982; Visita oficial del presidente de la República Francesa, Sr. Francois Mitterrand a Atenas.
- Noviembre de 2000; Visita oficial del Presidente de la República Francesa al Sr. Jacques Chirac a Atenas.
- Abril de 2003; Visita oficial del Presidente de la República Francesa, Sr. Jacques Chirac, a Tesalónica.
- Junio 2008; Visita oficial del Presidente de la República Francesa, Sr. Nicolas Sarkozy a Atenas.
- Febrero de 2013; Visita oficial del presidente de la República Francesa, Sr. Francois Hollande a Atenas.
- Octubre 2015; Visita de Estado del Presidente de la República Francesa a Francois Hollande en Grecia.
- Septiembre 2017; Visita oficial del presidente de la República Francesa al Sr. Emmanuel Macron a Atenas.

## Misiones diplomáticas residentes
- Francia tiene una embajada en Atenas y un consulado general en Tesalónica.[11]
- Grecia tiene una embajada en París y un consulado general en Marsella.[12]

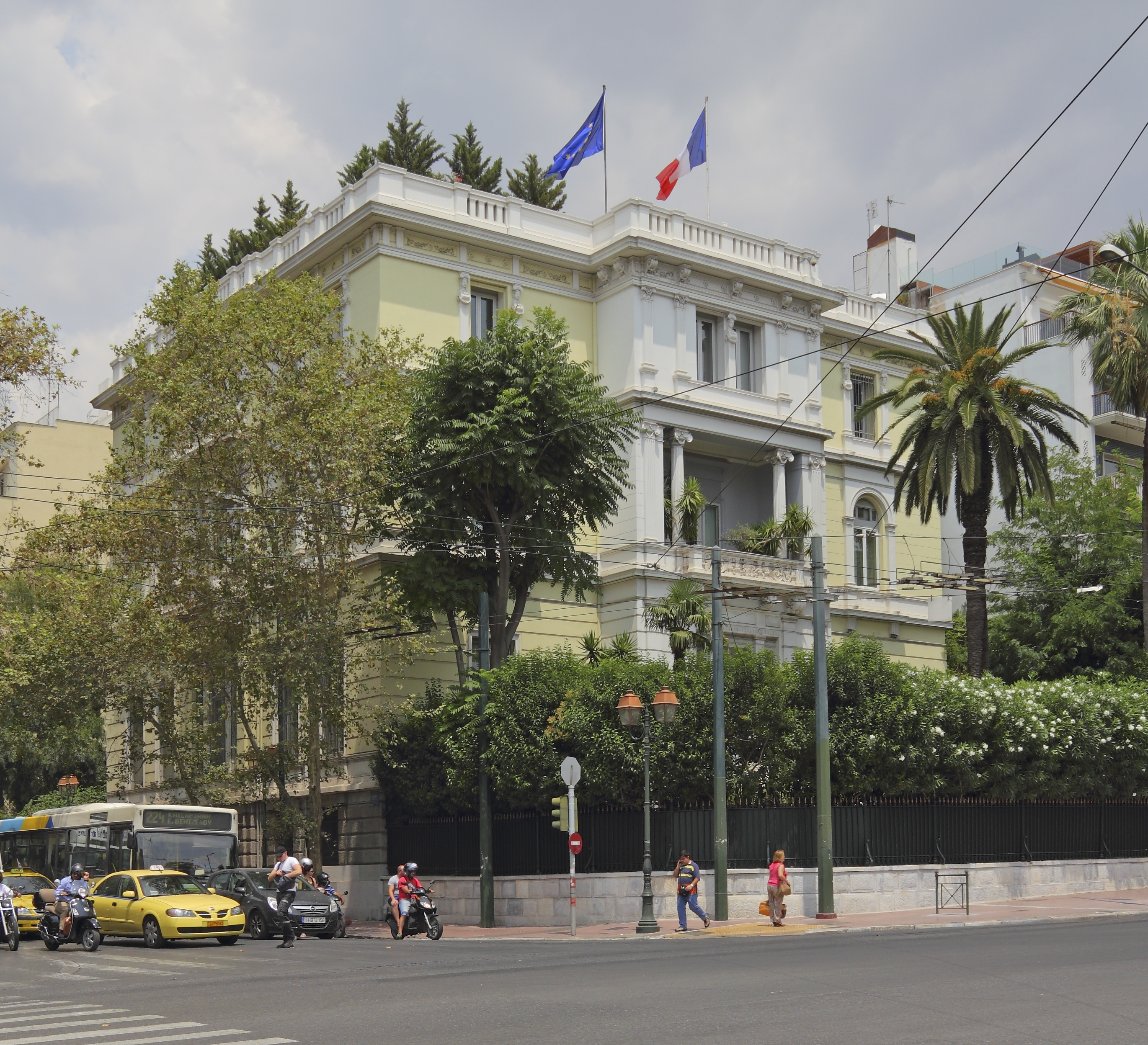
Embajada de Francia en Atenas
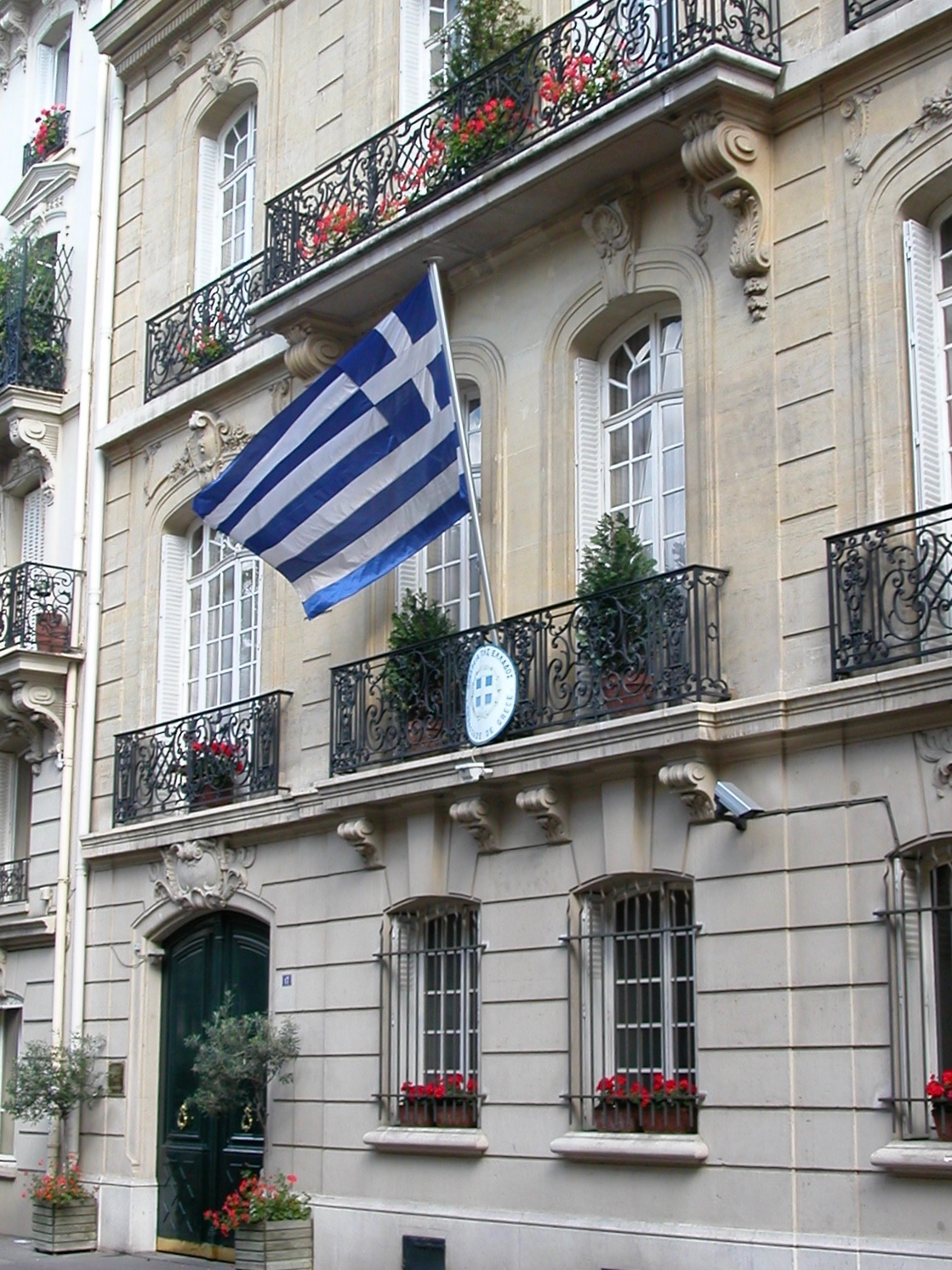
Embajada de Grecia en París
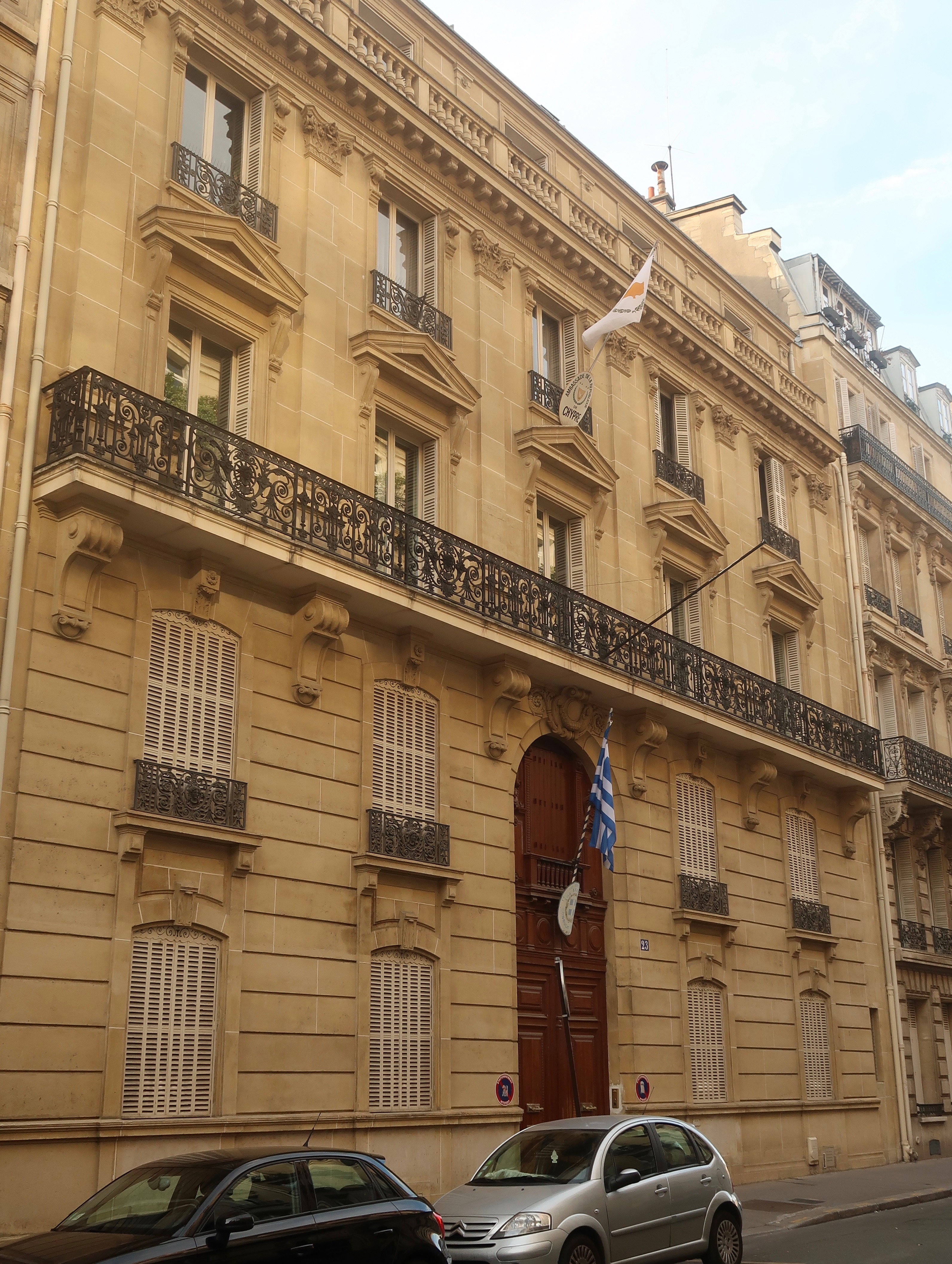
Consulado General de Grecia en París